# KT-71
KT-71 – polski kuter torpedowy z okresu zimnej wojny, jeden z dziewiętnastu pozyskanych przez Polskę radzieckich okrętów projektu 183. Jednostkę zbudowano w stoczni numer 5 w Leningradzie, a następnie została wydzierżawiona przez Polskę i 11 października 1958 roku weszła w skład Marynarki Wojennej. Intensywnie eksploatowany okręt, oznaczony znakami burtowymi KT-71 i 401, został wycofany ze służby w październiku 1972 roku.

## Projekt i budowa
Prace nad dużym kutrem torpedowym rozpoczęły się w ZSRR w 1946 roku. Ostateczny projekt jednostki pod oznaczeniem 183 powstał w biurze konstrukcyjnym CKB-5 w Leningradzie, a w 1949 roku prototyp przekazano Marynarce Wojennej ZSRR. W porównaniu do poprzedników nowe okręty miały większą dzielność morską, doskonalsze uzbrojenie i rozwijały większą prędkość. W 1952 roku rozpoczęto ich produkcję seryjną, budując do 1960 roku łącznie 360 okrętów. Zadaniem kutrów było wykonywanie samodzielnych lub zespołowych ataków torpedowych na cele nawodne, operujące na obszarach przybrzeżnych i zamkniętych akwenach.
Na początku lat 50. w Dowództwie Marynarki Wojennej rozważano możliwość budowy kutrów torpedowych w polskich stoczniach (projektu TD-200). W październiku 1954 roku podjęto jednak decyzję o rezygnacji z ich budowy w kraju, w zamian postanowiono zakupić lub wydzierżawić w ZSRR gotowe jednostki tej klasy, nowszego proj. 183. W 1955 roku uzyskano zgodę ZSRR na zakup pięciu nowych, nieużywanych jednostek tego typu, w cenie 2,5 mln rubli za okręt, a w 1957 roku zakupiono kolejne trzy kutry. Z powodów ekonomicznych następne 11 okrętów tego typu pozyskano drogą dzierżawy, płacąc łącznie 12,6 mln rubli.
Przyszły KT-71 zbudowany został w stoczni numer 5 (ros. Katiernyj Zawod) w Leningradzie. Jednostka prawdopodobnie powstała w 1953 roku, a po ukończeniu nie była eksploatowana i została zakonserwowana na lądzie w Królewcu. Okręt w Marynarce Wojennej ZSRR oznaczony był numerem 201.

## Dane taktyczno-techniczne

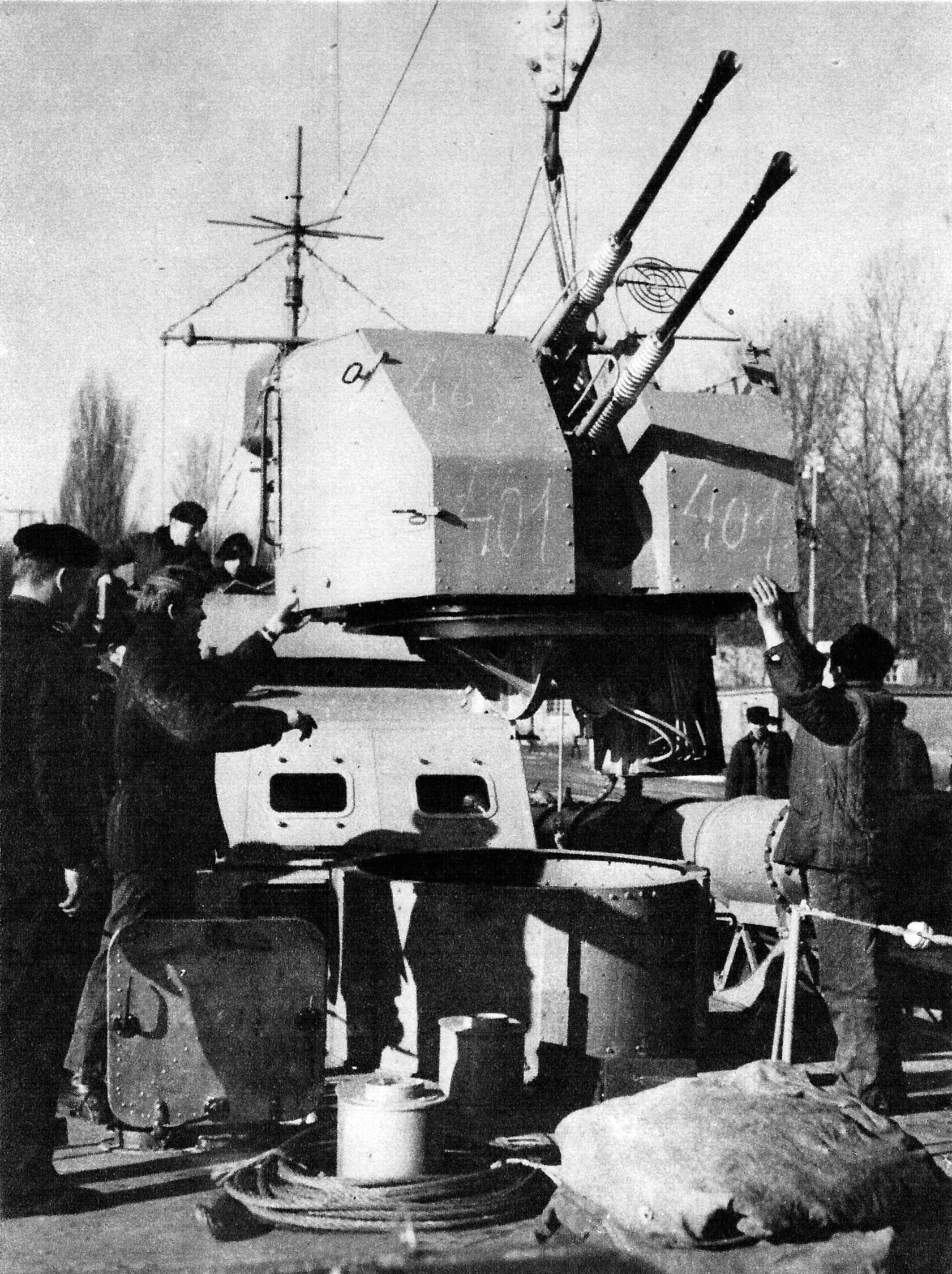
Montaż zestawu 2M-3M na pokładzie kutra

Okręt był dużym kutrem torpedowym. Długość całkowita wykonanego z drewna kadłuba wynosiła 25,5 metra, szerokość 6,1 metra i zanurzenie 1,13 metra. Wyporność standardowa wynosiła 56 ton, a pełna 67 ton. Kadłub podzielony był na osiem przedziałów (od dziobu): I – forpik, II – przedział załogi, III – pomieszczenia oficerskie i kambuz, IV – agregaty prądotwórcze, pomieszczenia oficerskie i pomieszczenia socjalne, V i VI – silniki, VII – zbiorniki paliwa i VIII – magazyn amunicji i pomieszczenie sterowe. Na śródokręciu mieściła się niewielka, otwarta nadbudówka, za którą znajdował się składany do tyłu maszt i otwór kanału wentylacyjnego siłowni. Okręt napędzany był przez cztery czterosuwowe silniki wysokoprężne M-50F o łącznej mocy 4800 koni mechanicznych (KM), poruszające czterema śrubami o stałym skoku. Maksymalna prędkość okrętu wynosiła 43 węzły, a ekonomiczna 32,9 węzła. Okręt zabierał 10,3 tony paliwa, co pozwalało osiągnąć zasięg wynoszący 1000 Mm przy prędkości 14 węzłów lub 600 Mm przy prędkości 32,9 węzła. Energię elektryczną zapewniało pięć generatorów wysokoprężnych: jeden DG-12,5 (o mocy 17 KM) i cztery o mocy 1,36 KM każdy. Autonomiczność okrętu wynosiła 5 dób, a wyjść w morze mógł przy sile wiatru do 8°B. Instrukcja umożliwiała pływanie z prędkością maksymalną i użycie uzbrojenia przy stanie morza 3.
Jednostka wyposażona była w dwie pojedyncze wyrzutnie torpedowe TTKA-53M kal. 533 mm, umieszczone wzdłuż burt na śródokręciu z odchyleniem 6° na zewnątrz, przenosząc dwie torpedy typu 53-38U lub 53-39. Uzbrojenie artyleryjskie jednostki stanowiły dwa podwójne zestawy działek automatycznych 2M-3M kal. 25 mm, z łącznym zapasem amunicji wynoszącym 4000 naboi, umieszczone przed nadbudówką (przesunięte na lewo od osi płaszczyzny okrętu w celu polepszenia widoczności z pomostu bojowego) i na rufie. Broń ZOP stanowiło 8–12 bomb głębinowych BB-1, umieszczonych wzdłuż burt w części rufowej, za wyrzutniami torpedowymi. Opcjonalnie, zamiast torped i bomb głębinowych okręt mógł zabrać na pokład 18 min AMD-500. Wyposażenie radioelektroniczne obejmowało system kontroli ognia Tros, system rozpoznawczy „swój-obcy” typu Kremnij-1, radiostację R-609 oraz radar Zarnica. Okręt wyposażony był też w umieszczone na rufie wyrzutnie dla 12 świec dymnych.
Załoga okrętu składała się z 14 osób – 2 oficerów, 9 podoficerów i 3 marynarzy.

## Służba

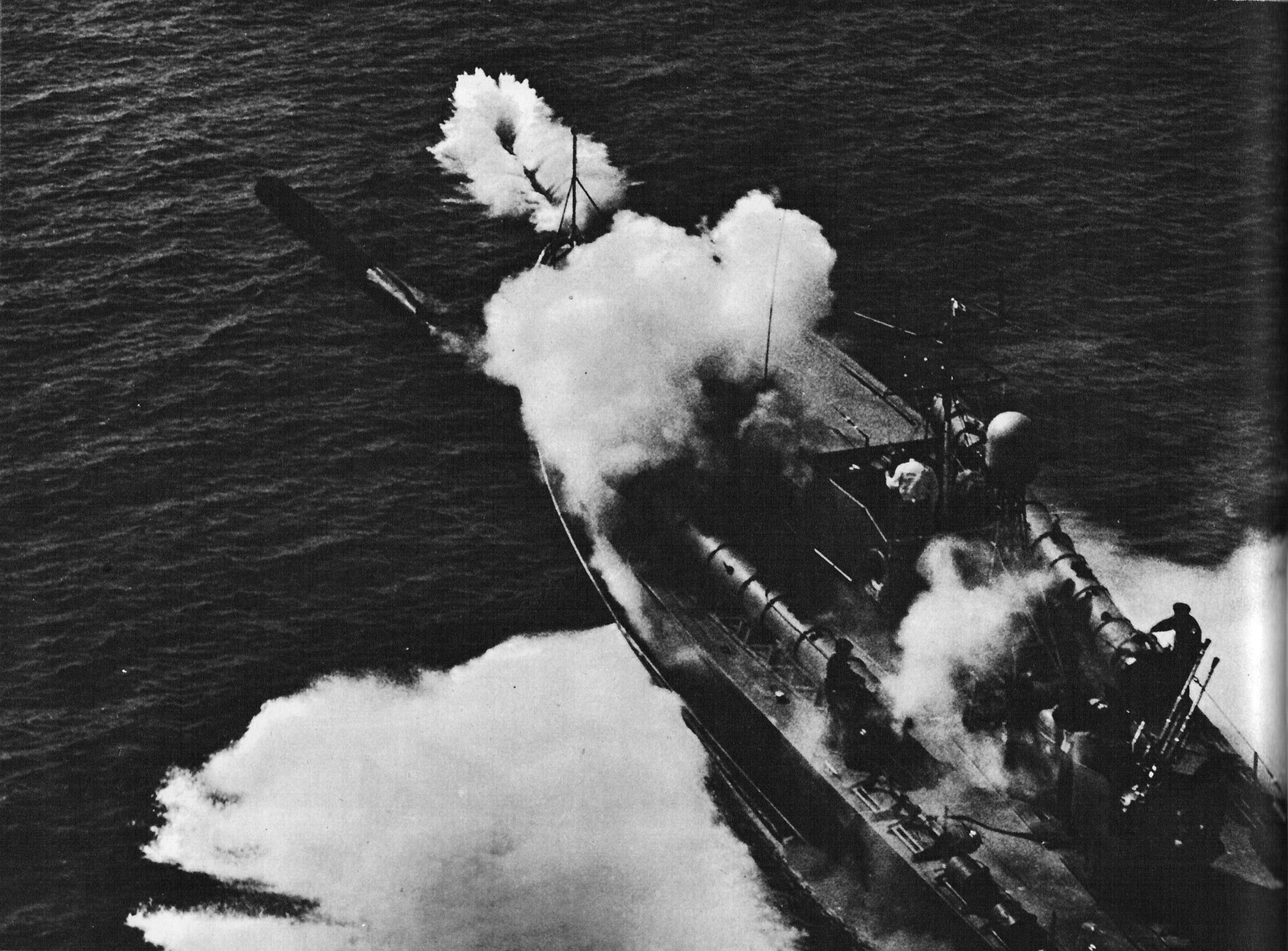
Moment odpalenia torped z pokładu polskiego kutra proj. 183

Po zawarciu 5 września 1958 roku umowy o dzierżawie, 11 października jednostka pod oznaczeniem KT-71 (KT – kuter torpedowy) rozkazem Dowódcy Marynarki Wojennej nr 044/Org. została przyjęta w skład Marynarki Wojennej (wraz z bliźniaczymi kutrami KT-72, KT-73, KT-74, KT-75, KT-76, KT-77, KT-78, KT-79, KT-91 i KT-92). Okręt początkowo wchodził w skład Dywizjonu Kutrów Torpedowych stacjonując w Gdyni, przeformowanego w listopadzie 1958 roku w Brygadę Kutrów Torpedowych, także z bazą z Gdyni. 1 stycznia 1960 roku numer burtowy okrętu został zmieniony na 401. Po zakończeniu okresu dzierżawy, 1 stycznia 1962 roku jednostka została zakupiona przez Marynarkę Wojenną w cenie 120 000 zł. W wyniku reorganizacji od 1965 roku Brygada Kutrów Torpedowych przyjęła nazwę 3. Brygady Kutrów Torpedowych, a okręt przydzielono do 2. Dywizjonu Kutrów Torpedowych. Od 31 maja 1971 roku jednostkę przyporządkowano do 2. Dywizjonu Kutrów Rakietowo-Torpedowych 3. Flotylli Okrętów. Podczas długoletniej służby kuter (podobnie jak inne polskie jednostki proj. 183) był intensywnie eksploatowany, uczestnicząc w ćwiczeniach i manewrach, a na jego pokładzie wyszkoliło się wielu morskich specjalistów. 4 października 1972 roku okręt został rozkazem Dowódcy Marynarki Wojennej (nr 054/Org.) skreślony z listy floty. Po raz ostatni banderę opuszczono 10 października 1972 roku.